# 凯尔克拉德
凯尔克拉德（荷蘭語：Kerkrade；德语：Kirchrath）是荷兰南部林堡省的市镇。